# ロスト・キッズ
『ロスト・キッズ』（原題: LIKE MIKE）は2002年7月3日にアメリカ合衆国で公開されたファンタジックコメディ映画。監督は「バンドワゴン」のジョン・シュルツ。出演は「グッドボーイズ」のリル・バウ・ワウと「ボーイズ'ン・ザ・フッド」のモリス・チェストナット。

## ストーリー
ひょんなことからバスケットシューズを手に入れたことで次々と奇跡を呼び起こす孤児院の少年を描いたファンタジック・コメディ。 孤児院で暮らす少年カルビンは、いつか大きな家で新しい家族と仲良く暮らすことを夢見ながら仲間たちと過ごしていた。そんな彼はある日、孤児院に寄付さ れてきたものの中に“ＭＪ”と書かれたバスケットシューズを目にする。結局、気になったそのシューズを手に入れ、さっそく履いてバスケをするカルビン。すると、彼のプレーはプロ並に変貌した。そして次から次へと離れ技を繰り出していく。だが一方では、その靴の秘密を知った孤児院の院長が何かよからぬことを企んでいた…。

## キャスト
| 役名         | 俳優                     | 日本語吹替 |
| ------------ | ------------------------ | ---------- |
| カルビン     | リル・バウ・ワウ         | 津村まこと |
| トレイシー   | モリス・チェストナット   | 楠大典     |
| マーフ       | ジョナサン・リプニッキ   | 間宮くるみ |
| スティーブン | ブレンダ・ソング         | 寺田はるひ |
| スタン       | クリスピン・グローヴァー | 牛山茂     |
| ワグナー     | ロバート・フォスター     | 小島敏彦   |
| フランク     | ユージン・レヴィ         | 後藤哲夫   |
| スミス       | ステファン・トンプソン   |            |
| マービン     | ロジャー・モリッシー     |            |

- 日本語吹替版その他：喜田あゆ美、岩崎ひろし、辻親八、すずき紀子、幸田夏穂、志村知幸、相沢正輝、佐藤晴男、浅井晴美、斉藤次郎、中村千絵、飯島肇、竹田雅則、滝知史

- 日本語版制作スタッフ 演出：高橋剛、翻訳：税田春介、調整：慎次実、制作：マイ・ディア・ライフ

## 評価
2002年7月5日から7月7日までの全米週末興行成績が1300万ドルを記録して初登場3なる位となる（1位は「メン・イン・ブラック2」）。IMDbで4.8/10のランクを格付けされている。